# Harzmuseum Wernigerode

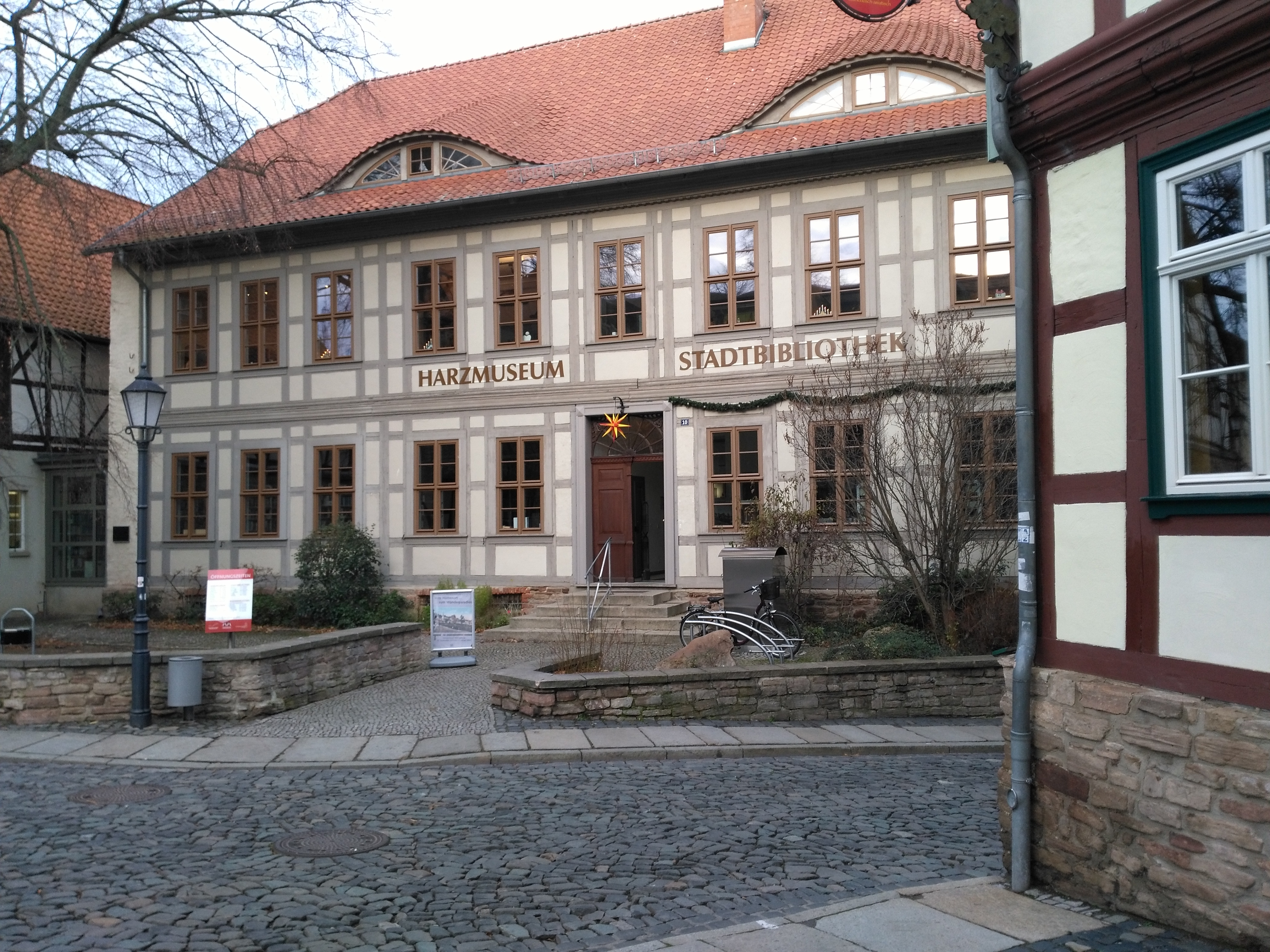
Harzmuseum und Stadtbibliothek in Wernigerode

Das Harzmuseum Wernigerode ist das städtische Museum in Wernigerode im Harz.

## Ausstellung
Das Harzmuseum unweit des Wernigeröder Rathauses bietet einen kompakten Einstieg in den Harz sowohl in naturkundlicher als auch in kunsthistorischer Hinsicht. Im zweiten Teil der ca. 400 Quadratmeter umfassenden Dauerausstellung wird die Geschichte der Stadt Wernigerode vom Mittelalter bis ins 20. Jahrhundert vermittelt. Auch das Rathaus, die Fachwerkarchitektur der Stadt, die Handwerkskünste, die Industrialisierung sowie der Tourismus werden in der Ausstellung thematisiert. Die gezeigten originalen Objekte und Kunstwerke stammen in der Regel aus der Region und veranschaulichen die verschiedenen Themen.
Im naturwissenschaftlichen Bereich wird anhand von Fossilien, Mineralien und Gesteinen die Erdgeschichte im Harz chronologisch dargestellt. Auch der historische Bergbau in dieser Region wird thematisiert. Dazu dienen verschiedene bewegliche Modelle, mit denen einzelne Aspekte des historischen Bergbaus veranschaulicht werden. Es folgt die Tier- und Pflanzenwelt des Harzes, ihr Lebensraum Wald und der daraus gewonnene Rohstoff Holz für den Fachwerkbau. Die in der Dauerausstellung locker verteilten historischen Telefone können als Audio-Guide genutzt werden.
In einem weiteren Raum innerhalb des Rundgangs wird ein Ausschnitt aus der umfangreichen Kunstsammlung des Hauses gezeigt. Im Mittelpunkt stehen die sogenannten Harzmaler, Künstler, die entweder einen großen Teil ihres Lebens in Wernigerode oder der Region verbracht haben oder sich mehrfach im Harz aufgehalten und dort gemalt oder gezeichnet haben.
Im Mittelpunkt stehen Künstler des 20. Jahrhunderts, zum Beispiel Otto Illies, Wilhelm Pramme, Bert Heller, Bruno Jüttner oder Erich Krüger, aber auch Carl Klapper oder Maria Schmidt-Franken. Aber auch aus dem 19. Jahrhundert, das in Wernigerode schwerpunktmäßig im Schlossmuseum gesammelt wird, sind wertvolle Einzelwerke zum Beispiel von Ernst Helbig, Georg Heinrich Crola oder Christian Wilberg zu sehen.
In der Sammlung des Harzmuseums werden insgesamt rund 600 Gemälde verwahrt, sowie einige Hundert grafische Blätter, Zeichnungen und Aquarelle. Der Gesamtbestand umfasst mehr als 1.600 Kunstwerke, darüber hinaus einige Tausend weitere museale Objekte. Im Nachbarhaus befindet sich das Schaudepot mit Gemälden und Grafiken auf etwa 100 Quadratmetern. Dieser Teil der Sammlung ist auf Anfrage und bei Veranstaltungen ebenfalls zugänglich.
Im Haus werden mehrere Sonderausstellungen pro Jahr gezeigt, entsprechend dem Profil des Museums sowohl naturkundliche und lokalgeschichtliche, aber auch Kunstausstellungen oder Ausstellungen zu weiteren kulturgeschichtlichen Themen. Immer wieder bezieht das Haus auch die Bürgerschaft in Ausstellungsprojekte mit ein, so etwa im Jahr 2017/2018, als die Wernigeröder aufgerufen waren, historische Weihnachtsgeschenke für eine Weihnachtsausstellung abzugeben. Unter dem Titel „Geschenkt! Weihnachtsgeschenke aus alter und neuer Zeit“ wurden bis Anfang 2018 mehr als 100 Leihgaben von ca. 30 Leihgebern präsentiert.
Zwischen Oktober 2021 und Ostermontag 2022 wurde eine große stadtgeschichtliche Sonderausstellung mit dem Titel "Geschichten aus 900 Jahren Wernigerode" gezeigt. Ausgewählte Kapitel erzählten von Ereignissen und Themen aus neun Jahrhunderten. Zu den Objekten gehörten unter anderem die mittelalterliche Urkunde mit Wernigerodes Ersterwähnung (als Faksimile), eine lebensgroße Lutherfigur oder die ältesten Stadtansichten. Aber auch eine Hörstation zum 17. Juni 1953 und eine Videostation mit historischen Filmen des 20. Jahrhunderts waren Teil der Ausstellung.

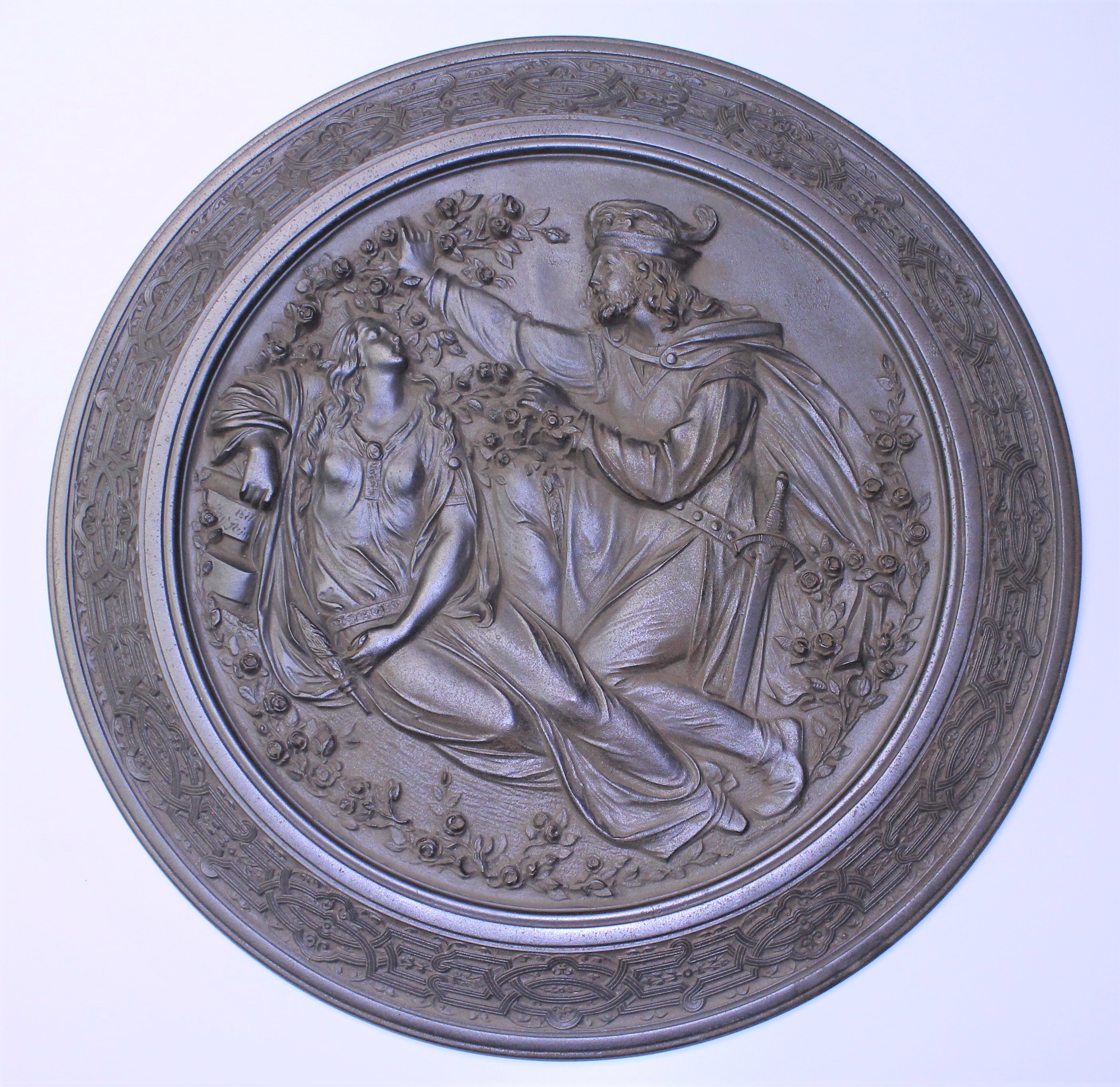
Kunstgussteller "Dornröschen" der Lüders-Werke Wernigerode, 1877

Seit dem 22. März 2023 und noch bis 20. August wird ein bisher weitgehend unbekanntes Kapitel der Wernigeröder Stadt- und Industriegeschichte beleuchtet: Die Lüders-Werke. Das Unternehmen produzierte von 1876 an rund 50 Jahre lang unter anderem Eisen(kunst)guss und wurde über Jahrzehnte zu einem der wichtigsten Betriebe in Wernigerode, mit in der Spitze bis zu 200 Mitarbeitern. Die von Andrea Jäger kuratierte Sonderausstellung dokumentiert nicht nur die Entwicklung der in Bahnhofsnähe gelegenen Eisengießerei von der Gründung bis zur Insolvenz 1926, sondern darüber hinaus auch die Geschichte der Familie Lüders, die auch mit den Namen der beiden bekannten Harzmaler Christian Hallbauer und Hans Beatus Pürschel verbunden ist. Mehr als 60 Eisenkunstguss-Objekte werden in der Ausstellung gezeigt, die bis auf wenige Ausnahmen aus der Sammlung des Harzmuseums entnommen sind. Kunst von Hallbauer und Pürschel und dem mit der Familie Lüders befreundeten Adolf Schröter fügen der Ausstellung eine weitere Facette hinzu.
Im weiteren Verlauf des Jahres 2023 sind noch Ausstellungen über ausgewählte Harzmaler sowie von Kösener Plüschtieren geplant.

## Geschichte
Als erstes Museum in Wernigerode wurde 1897 das Fürst-Otto-Museum gegründet. Teile von dessen Beständen, unter anderem den Bergbau im Harz betreffend, gingen in die Sammlung des späteren Harzmuseums über.
Das Harzmuseum Wernigerode befindet sich seit 1955 im Obergeschoss des Fachwerkhauses Klint 10, das 1821 errichtet wurde und vorher als Wohngebäude und ab 1918 als Behördensitz diente. Es befindet sich in der Nähe des Rathauses von Wernigerode. Das Untergeschoss beherbergt die Harzbücherei, die Literatur mit regionalem Bezug führt. Nach der Eröffnung des Harzmuseums wurde die ehemalige Vereinsbücherei zunächst dem Museum zugeordnet, 1992 jedoch als Sonderabteilung an die Stadtbibliothek Wernigerode angeschlossen.
Seit 1996 leitete die Historikerin Silvia Lisowski das Harzmuseum Wernigerode, bis sie 2011 Leiterin des Kulturamtes wurde. Seit 2016 wird das Harzmuseum, ebenso wie die Stadtbibliothek und das Stadtarchiv, von Olaf Ahrens geleitet.
Die aktuelle Dauerausstellung eröffnete nach Sanierungsarbeiten am 15. Mai 2001. 2006 wurde ein Schaudepot mit Kunstwerken in einem weiteren Gebäude eingerichtet, das auf Anfrage besichtigt werden kann.

## Schriften
Das Harzmuseum gab von 1977 bis 1989 eine Schriftenreihe heraus mit dem Titel "Der Harz – eine Landschaft stellt sich vor". Etwa jährlich erschienen einzelne Hefte oder auch Doppelhefte dieser Reihe. Sie hatten einen Umfang von ca. 50 bis 75 Seiten und waren als Broschüren geklammert. Sie enthielten Beiträge unterschiedlicher Autoren zu verschiedenen Harzer Themen.

„Das Harzmuseum widmet sich als regional orientierte Einrichtung im Harz der Erfassung und Bearbeitung naturwissenschaftlicher und bergbaukundlicher Sachverhalte. In der vorliegenden Schriftenreihe gelangen Arbeitsergebnisse der Mitarbeiter des Museums oder interessierter Heimatkundler zur Veröffentlichung…Beiträge, die das zu DDR gehörende geographische Gebiet des Harzes und seines Vorlandes in den Themenkreisen Geologie, Bergbau, Landeskultur, Naturschutz und Heimatgeschichte zum Inhalt haben, können dem Harzmuseum eingesandt werden.“

1977, Nr. 1
- Inhalt: Geologie, Bergbau, Klima, Pflanzen, Tiere, Wasser

1979, Nr. 2
- Inhalt: Wernigerode, Bergbau, Hüttenwesen, Hexen, Wölfe, Revolutionen

1980, Nr. 3: Der Harz, 48 Seiten
- Inhalt: Urweltwald, Gebirgsvögel, Landeskultur, Natursteine, Mineralreich, Harzfolkore, Zaubereien

1981, Nr. 4
- Inhalt:

1982, Nr. 5
- Inhalt:

1982, Nr. 6
- Inhalt:

1983, Nr. 7/8: Schaubergwerke im Südharz, 71 Seiten
- Inhalt: Landschaftsgeschichte, Lagerstätten, Gesteine, Fossilien, Minerale, Bergbaugeschichte, Rohstoffgewinnung, Bergwerkschroniken, Bergmannsschicksale

1983, Nr. 9
- Inhalt

1984, Nr. 10
- Inhalt:

1984, Nr. 11/12
- Inhalt : Staatsgeburtstag, Denkmalpflege, Bergmaschinen, Salzgewinnung, Eisenbahnen, Härteprüfung, Namenskunde, Knochenfunde, Waldberichte, Postgeschichte.

1985, Nr. 13/14
- Inhalt: Mittelharz, Eisenhütten, Ilsenburg

1986, Nr. 15/16: Korallen Kalk und Höhlendunkel
- Inhalt: Südseeträume, Tropfsteine, Höhlenpfade, Berggeschichte, Naturerleben, Werkbetrachtung, Wanderziele

1987, Nr. 17/18
- Inhalt : Schmalspurzüge, Felsprothesen, Höhlenräume, Naturoasen, Dichterpfade, Kohlengruben, Umweltsorgen, Wasserbauten, Schulgeschichte

1988, Nr. 19/20: Geschichte von den neun Meeren – Ursprung des nördlichen Harzvorlandes
- Inhalt: 1. Ein heißes Meer: Zechstein. 2. Ein rotes Meer: Buntsandstein. 3. Ein blaues Meer: Muschelkalk. 4. Ein buntes Meer: Keuper. 5. Ein eisenreiches Meer: Lias. Zwischenbericht: Der Harz kündigt sich an. 6. Ein uferreiches Meer: Unterkreise. 7. Ein unruhiges Meer: Oberkreide. 8. Ein flaches Meer: Eozän. 9. Ein gefrorenes Meer – Eiszeit: Pleistozän

1989, Nr. 21
- Inhalt : Glockentöne, Streckennetze, Fischprobleme, Eisenhandel, Sägegatter, Umweltnöte, Bergberichte, Ziegelsteine, Heimatdichter, Salzgewässer

Herausgeber war das Harzmuseum Wernigerode mit Unterstützung durch den
- Rat des Kreises Nordhausen, Abteilung Kultur
- Kreisverband Nordhausen der Gesellschaft für Natur und Umwelt beim Kulturbund der DDR
- VEB Harzer Bauwerkstoffe, Wernigerode